# Monsun-Theater
Koordinaten: 53° 33′ 17,7″ N, 9° 55′ 39,7″ O

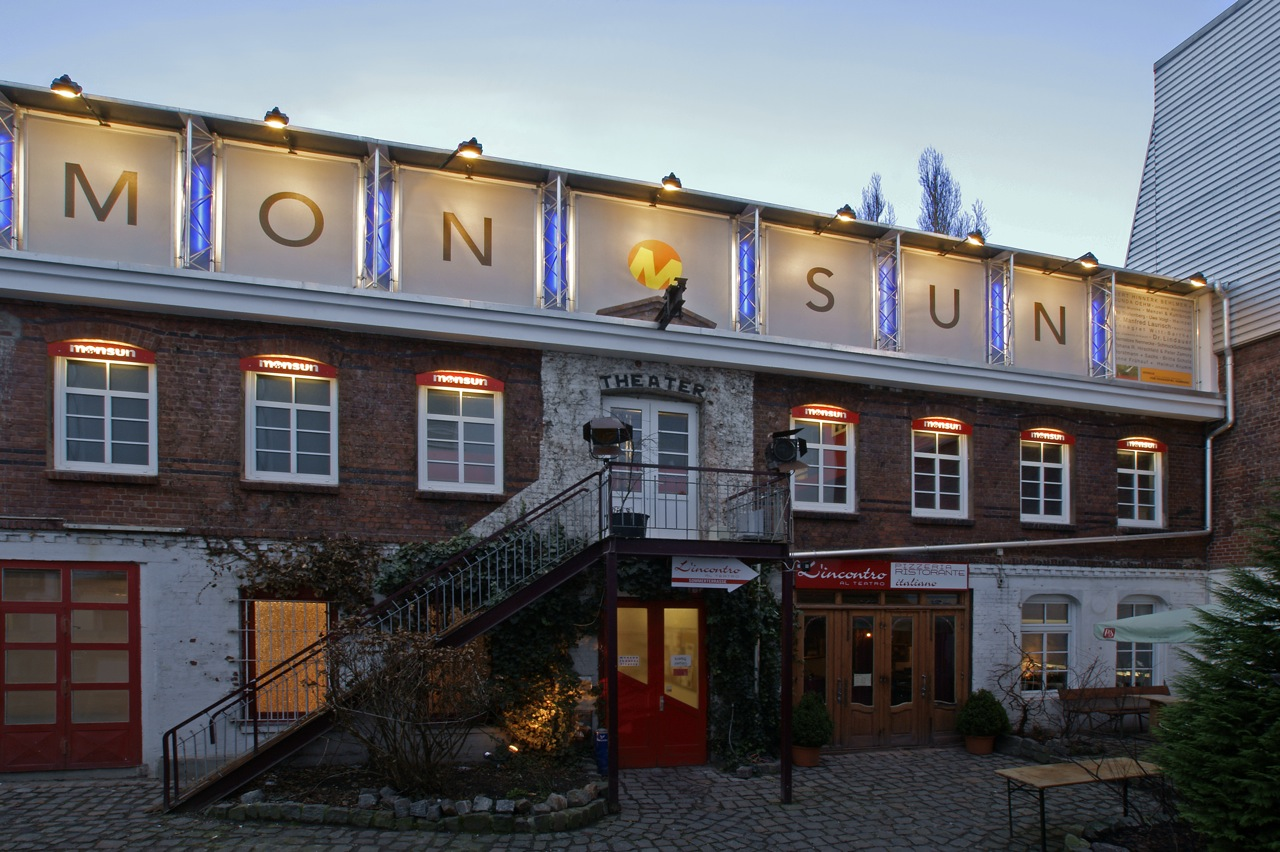
Außenansicht

Das Monsun-Theater (Eigenschreibweise: monsun.theater) ist das älteste Off-Theater in Hamburg und besteht seit 1980. Es befand sich vier Jahrzehnte lang im Stadtteil Ottensen. und jetzt in Altona-Altstadt. 

## Geschichte

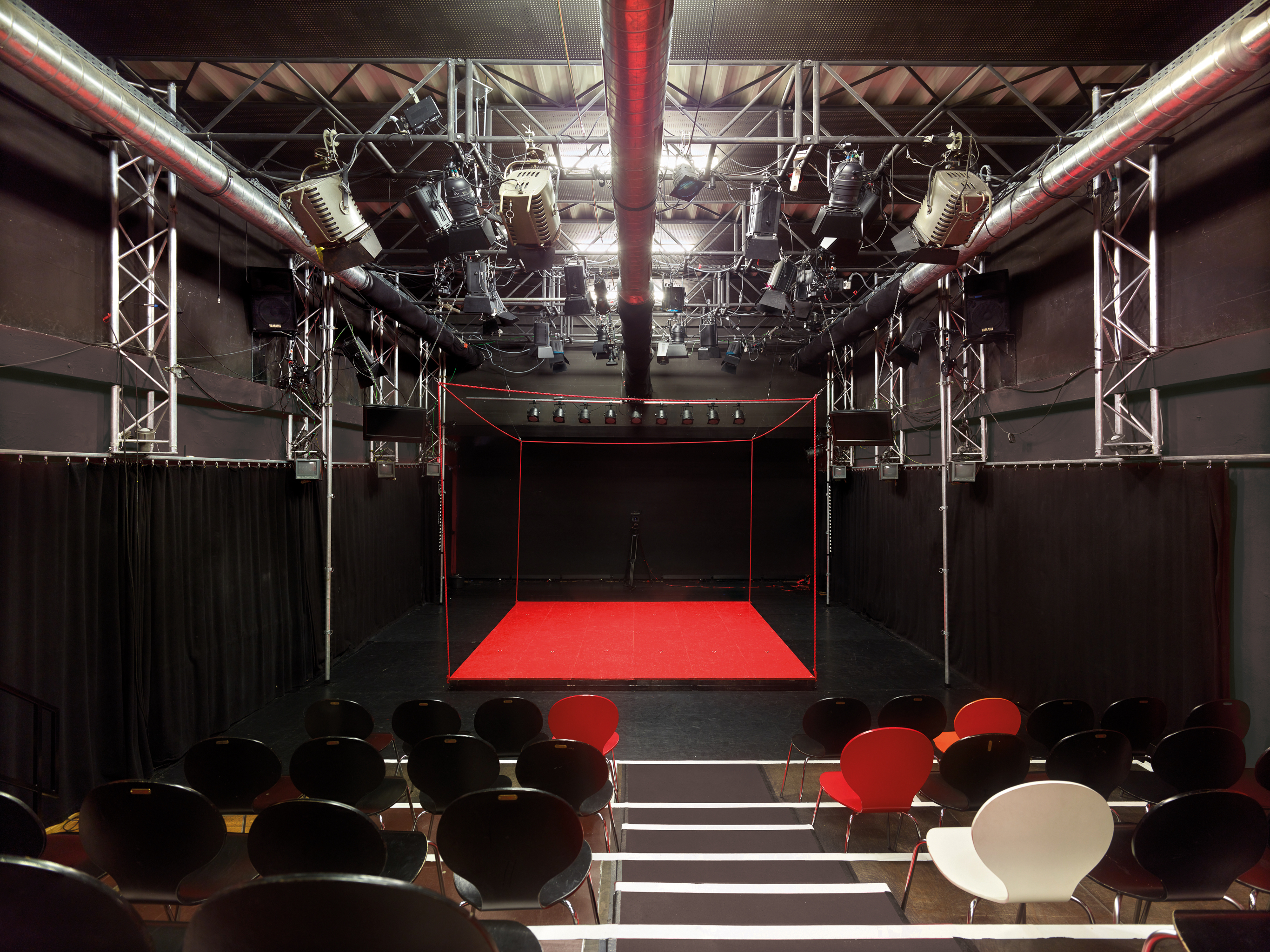
Theatersaal

Das Theater eröffnete 1980 in Räumlichkeiten in der Friedensallee, die bis in die 1970er-Jahre als Senflager für die Firma Kühne dienten.
2005 wurden das Foyer und der Theatersaal, der knapp 100 Sitzplätze hat, neu gestaltet.
Das Monsun-Theater gehört der Gruppe Hamburg off an, in der Theater, die eine geringe oder keine staatliche Förderung erhalten, zusammengeschlossen sind.
Wegen des Umbaus der Räumlichkeiten eröffnete das Monsun-Theater im Frühjahr 2022 seine Interimsspielstätte in der Gaußstraße. Im Zuge der Umnutzung des "Vivo Centers" zur Stadtteilschule wird das Monsun-Theater die Räume in der Gaußstraße Ende 2024 verlassen. Die Neue Spielstätte ist in Altona-Altstadt, in der Billrothstrasse 79.

## Repertoire
Die Palette der Darbietungen bedient verschiedene Formate aus den Bereichen Schauspiel, Tanz, Performance, Kinder- und Jugendtheater, Literatur und Musik. Eigenproduktionen und Nachwuchsförderung bilden dabei einen Schwerpunkt. Seit der Spielzeit 2016/2017 ist es ein Anliegen, Zirkuskunst innovativ zu präsentieren. Im Foyer wird zudem zeitgenössische Kunst ausgestellt.
2017 initiierte das Theater das AUSSICHT-Festival, welches aus künstlerischer Perspektive einen Zugang für das Leben mit Behinderung ermöglichen und für Barrieren sensibilisieren will.

## Intendanten
- 1997–2015: Ulrike von Kieseritzky[2]
- seit 2015: Françoise Hüsges[1]

Der künstlerische Schwerpunkt der Regisseurin Françoise Hüsges liegt auf der Zusammenarbeit mit anderen Ländern in Kulturaustauschprojekten, unter anderem mit Burkina Faso, Frankreich und Dänemark. Die Intendantin erlangte Bekanntheit durch sogenannte Tape-Produktionen.

## Auszeichnungen
Folgende Leistungen am monsun.theater wurden in der Vergangenheit mit dem Rolf-Mares-Preis ausgezeichnet:
- 2006: Jens Paarmann für seine Inszenierung von Siedepunkt 1140
- 2010: Nina Pichler für ihre Inszenierung von Die zweite Frau
- 2011: Vanessa Czapla für ihre Darstellung der Jenny in Atmen
- 2012: Josef Heynert für seine Darstellung des Karol in Das erste Mal
- 2018: Cora Sachs für ihre Inszenierung Wenn wir tanzen, summt die Welt
- 2019: Clara Jochum und Hannes Wittmer für ihre Musik und Komposition Das Hirn ist ein Taubenschlag
- 2020: Kathrin Mayr und Clemens Mädge für ihre Inszenierung und Dramaturgie Fabian oder der Gang vor die Hunde
- 2022: Françoise Hüsges bekam den Sonderpreis für die besondere Leitung des Monsun-Theaters innerhalb der COVID-19-Pandemie